# District de Darqad
Le District de Darqad (pachto : درقد ولسوالۍ) est un district de la province de Takhar, en Afghanistan. La commune compte 34 villages. Darqad n'a pas changé entre 325 et 398 districts. Fin 2018, le district est considéré comme influencé par les talibans, par opposition au gouvernement afghan (en). Le district est contrôlé par les talibans en août 2021. 

## Géographie
Darqad a une superficie de 393 kilomètres carrés, équivalente à l'île de Wight. Le district se situe dans le bassin versant de la rivière Rustaq, un affluent de la rivière Piandj.
Le district est bordé par Yangi Qala (en) à l'est, Khwaja Bahauddin District (en) au sud-est Dashti Qala District (en) au sud et Khatlon à l'ouest et au nord. Khatlon est une province tadjike, toutes les autres entités étant des districts de la province de Takhar. La rivière Piandj sépare le Darqad du Tadjikistan.

## Démographie
Darqad a une population de 25 152, avec un ratio de 26 hommes pour 25 femmes. L'âge médian est de 14,9 ans. 45,8 % de la population du district travaille, et parmi ceux qui ne travaillent pas, la moitié d'entre eux sont à la recherche d'un emploi. La taille moyenne des ménages est de 6,7 personnes, ce qui signifie qu'il y a environ 3 754 ménages au Darqad. 

## Économie
Il existe quelques routes de base dans le district, mais il manque un système de transport coordonné. Darqad a quelques mines et forêts naturelles. Il y a une certaine activité agricole dans le district, mais la terre est parfois inondée par le Panj. Il y a un manque de semences améliorées, d'engrais et d'agriculteurs formés. 
Il existe de précieux itinéraires de contrebande entre le Darqad et le Tadjikistan. 

## Éducation et santé
Darqad possède quelques écoles, dont quelques-unes sont des écoles religieuses. Cependant, il y a la corruption administrative, le manque de fonds, le manque d'équipements, le manque de terres et le manque d'eau potable. La moitié de la population âgée de 15 à 24 ans sait lire. 
Le district dispose de quelques centres de santé de base, avec médecins et vaccination. Darqad manque de médecins professionnels, d'équipement, de technologie et d'un hôpital. 